# Richard Nilsson
Richard Nilsson är en svensk motocrossförare som kör i klassen MX3. Han var med i VM i motocross 2007 som bland annat kördes på Svampabanan i Tomelilla. Han är med i Tomelilla Motorklubb. Nilsson körde sitt första VM 2005. Han kom som bäst 12:a.